# Aulo Postumio Albino (cónsul 242 a. C.)
Aulo Postumio Albino  fue cónsul en el año 242 a. C. con Lutacio Cátulo, quien derrotó a los cartagineses frente a las Egadas, y por lo tanto, llevó a la primera guerra púnica a su fin. 

## Carrera política
Albino permaneció en la ciudad, en contra de su voluntad, por decisión del Pontifex Maximus, porque era Flamen Martialis.
Fue censor en 234 a. C. y fue, al parecer, padre del cónsul Lucio Postumio Albino (cónsul 234 a. C.).